# アルメニア国民スカウティング連盟
アルメニア国民スカウティング連盟 (アルメニア語:Հայաստանի Ազգային Սկաուտական Շարժում, ՀՄԸՄ-ՀԱՍԿ ラテン翻字:Hayastani Azgayin Scautakan Sharjum Kazmakerputiun, HASK)は、アルメニア最大の全国的スカウティング組織。1997年に世界スカウト機構に加盟した。HASKは両性によって組織され、2011年現在の加盟員数は2303人。

## 歴史

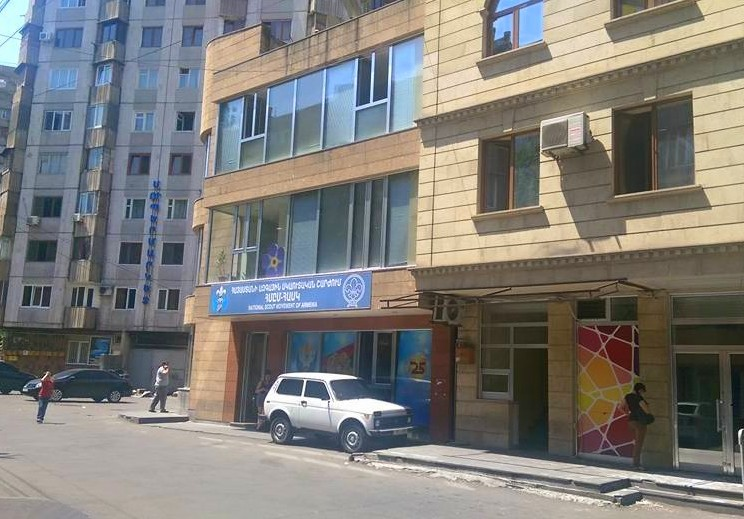
エレバンの連盟本部

アルメニアにおけるスカウティングは1912年に創始され、1915年から1916年にかけての虐殺およびロシア内戦から逃げ延びた難民の間で発展した。1921年にはソビエトロシア当局はアルメニアでのスカウティングを禁止した。このような経緯から、アルメニアではスカウティングは亡命から始まったとも言われる。
中東およびフランスに逃れたアルメニア人たちによってスカウティングが続けられた。Haï Ari (フランス語でAssociation des Scouts Armeniens) が1928年から1997年にかけて世界スカウト機構の加盟員であった。この組織は亡命スカウトのためのものであり、フランスに本部を持ち訳1100人の加盟員を擁した。
1978年、世界のスカウト運動への貢献を称えてKourkène Medzadourian博士に世界スカウト事務局より世界スカウト機構唯一の栄典であるブロンズ・ウルフ章が贈られた。
アルメニア国民スカウティング連盟は1994年に設立された。2004年、HASKの加盟員は男女合わせて2368人を超えた。HASKが世界スカウト機構に加入するためにフランスに基盤をおくアルメニア人スカウト団体は世界スカウト機構から退き、 1997年4月18日にHASKの世界スカウト機構加盟が認められた。これによって世界スカウト機構の加盟連盟数は144となった。このアルメニアスカウティングのあたらしい連盟はオランダで催された第18回世界スカウトジャンボリーに代表を派遣した。
スカウトのモットーはアルメニア語で「そなえよつねに」の意味であるMisht Badrastである。アルメニア語単語でスカウトを意味するՍկաուտはラテン文字ではScautと綴られる。
スカウト章には国旗に用いられる色とアララト山、国章の一部が取り入れられている。

## 参考
1. 1 2  イギリス・スカウト連盟『ボーイスカウトがめざすもの』2007年山と渓谷社
2. ↑  “Triennal review: Census as at 1 December 2010”.   World Organization of the Scout Movement. 2011年1月13日閲覧。